# Черепина
Черепина (укр. Черепина) — село в Перегинской поселковой общине Калушского района Ивано-Франковской области Украины.
Население по переписи 2001 года составляло 81 человек. Занимает площадь 1,403 км². Почтовый индекс — 77673. Телефонный код — 03474.